# Quinn Hughes
Quinn Hughes (* 14. října 1999 Orlando) je americký profesionální hokejový obránce momentálně hrající v týmu Vancouver Canucks v severoamerické lize NHL. Stejným týmem byl v roce 2018 draftován v 1. kole jako 7. celkově. Oba dva jeho mladší bratři Jack a Luke jsou také profesionálními hokejisty.

## Kariéra
Prošel snad všemi mládežnickými reprezentacemi a zúčastnil se i Mistrovství světa 2018 v Dánsku a Mistrovství světa 2019 na Slovensku.
Quinn Hughes je považován za veliký talent současného hokeje, jeho velké zrychlení a velká rychlost společně s vysokou fyzickou kondicí a skvělými přehrávkami a úžasným přehledem ve hře z něj dělají obránce 21. století.
Je schopen změnit režim hry a to i když jeho tým prohrává. Dokáže svou rychlostí přejít přes kohokoliv.